# Піраміди Гізи
29°58′32.72″ пн. ш. 31°7′49.53″ сх. д. / 29.9757556° пн. ш. 31.1304250° сх. д.
Комплекс пірамід на плато Гіза в передмісті Каїру (Єгипет) — комплекс стародавніх пам'ятників, розташований за 8 км в центрі пустелі від старого міста Гіза на річці Ніл, приблизно за 25 км на північний захід від центру Каїра. Споруди були створені в Стародавньому царстві Стародавнього Єгипту під час правління IV—VI династій (XXVI— XXIII століття до н. е.).
Піраміда Хеопса (Хуфу) — єдине з семи чудес Стародавнього світу, яке залишилося до наших днів. Також є національним надбанням Єгипту.

## Опис
Цей давньоєгипетський некрополь складається з Піраміди Хуфу (відомої як Велика піраміда і піраміда Хеопса), дещо меншою піраміди Хефрена за менш ніж дві сотні метрів на південний захід і відносно скромних розмірів піраміди Менкаура за декількі сотень метрів далі на південний захід, а також ряду менш великих пірамід-супутників, відомих як піраміди цариць, тротуар і піраміди долини.
Поверхня пірамід була покрита плитами полірованого білого вапняку. Уже після падіння давньоєгипетської цивілізації вапняк був розтягнуто місцевими жителями для власних потреб.
Великий Сфінкс розташований на східній стороні комплексу обличчям на схід. Багато вчених продовжують вважати, що Сфінкс має портретну схожість з Хафра.
Моноліт, використаний в заупокійному храмі Менкаура — його вага оцінена в понад 200 тонн — найважчий на плато Гіза. Колосальна статуя сидячого царя з центральної капели храму Менкаура — одна з найбільших в епоху Стародавнього царства.

### Карта плато Гізи
Виявлено чотири головних кладовища на плато Гіза: цвинтар на заході, сході, півдні і в центральній частині.
|  | 1. Піраміда Хеопса 2. Піраміда Хефрена 3. Піраміда Мікеріна 4. Похоронний храм Хефрена 5. Похоронний храм 6. Піраміда супутник 7. Храм Хефрена в долині 8. Храм Мікеріна в долині 9. Гробниця цариці Хетеп-Херес I 10. Піраміда Хенткаус I 11. Піраміди цариць 12. Мастаби 13. Великий сфінкс 14. Храм сфінкса 15. Гробниця Хемиуну 16. Центр вивчення пірамід 17. Квиткова каса | 18. Ями, в яких знайдені Сонячні човни 19. Нова дорога 20. Гробниці, висічені в скелі 21. Село ремісників 22. Каїр 23. Селище Назлет-ель-Самман 24. Похоронна дорога 25. Каменоломня Мікеріна 26. Сучасне кладовище 27. На південь, гробниці вирубані в скельній породі 28. Стіна огорожі 29. Мастаби і гробниці вирубані в скельній породі 30. Західне кладовище 31. Східне кладовище 32. Зона мастаб в центрі і гробниці вирубані в скелі |

### Комплекс піраміди Хуфу (Хеопса)

Поперечний розріз піраміди Хеопса:

Піраміда Хуфу (Хеопса), другого фараона IV династії, була найпершою і найбільшою з пірамід, побудованих на плато Гізи. До цього піраміди зводилися в Дашурі — там, зокрема, знаходяться дві піраміди, побудовані фараоном Снофру, батьком Хуфу. Але Хуфу вибрав місце в 40 кілометрах від Дашура.
Основа піраміди була побудована на скелі, яка для уникнення нахилу була вирівняна. Первісна вершина піраміди відстояла від основи на 146,7 метри, але пізніше верхівка була втрачена, в даний час висота піраміди складає 137,3 метра. До 1880 року, коли було надбудовано дві башти Кельнського собору, піраміда Хеопса вважалася найвищою спорудою в світі.
Спочатку піраміда мала облицювання з Турського вапняку, сторона її основи становила 232,4 метри. Але пізніше облицювання було практично повністю втрачено. В даний час сторони її основи складають 230,4 метри, а площа — 5,4 гектара. Кут нахилу стін — 51 ° 52 '. На спорудження піраміди пішло близько 2,5 млн. кам'яних блоків, обсяг кожного становить більше 1 кубічного метра. Однак цю піраміду в Середні віки використовували як каменоломню, через що частина блоків зараз відсутня.
Первісний вхід в піраміду розташовується на висоті 15,63 метрів на північній стороні піраміди. Але в даний час використовується інший хід, розташований майже в центрі північної сторони на 10 метрів нижче, ніж попередній. Цей вхід був прорубаний ще стародавніми грабіжниками.
Всередині піраміда містить три камери. Розміри першої камери — 8 на 14 метрів, висота — 3,5 метри. Вона розташовується на глибині близько 30 метрів нижче основи. Закінчена вона не була. Друга камера розташовується точно під вершиною на висоті близько 20 метрів над підставою. Її розміри 5,7 на 5,2 метри, у неї склепінчаста стеля висотою до 6,7 метри. Ця камера, яку раніше називали «усипальниця цариці» також не була закінчена. Третя камера, звана «усипальницею царя», розташовується на висоті 42,3 метри над основою трохи південніше осі піраміди. Її розміри 10,4 на 5,2 метри, висота — 5,8 метри. На відміну від інших камер, вона була закінчена. Її стіни облицьовані гранітними плитами, які ретельно відшліфовані і пригнані по сторонам одна до одної. Стеля утворена з дев'яти важких монолітів, над ним знаходиться п'ять розвантажувальних камер, загальна їх висота 17 метрів. Верхня розвантажувальна камера має двосхилий дах, що складається з великих блоків, які розподіляють вагу, щоб знизити навантаження на похоронну камеру. У цій камері в її західній стороні розташовується порожній саркофаг, витесаний з шматка коричнево-сірого граніту. Написи на ньому відсутні, він сильно пошкоджений. Близько всіх камер знаходяться дещо менші камери («передпокої»), з'єднані між собою коридорами або шахтами. Частина шахт ведуть в глухий кут.
Велика галерея, що веде в похоронну камеру, має довжину 47 метрів і висоту 8,5 метрів, кут нахилу — 26 °. Її стіни облицьовані вапняковими відшліфованими плитами, укладеними в 8 шарів, які перекривають сусідній на 5-6 сантиметрів.

Схема заупокійного храму Хуфу

Поруч з пірамідою Хеопса збереглися руїни верхнього (заупокійного) храму, знайденого в 1939 році єгипетським археологом Абу Сейфом. Після війни розкопки завершив французький археолог Жан-Філіп Лауер. Згідно з дослідженнями, храм мав у довжину 52,5 метра (100 єгипетських ліктя). Він був споруджений з Турського вапняку. У його дворі розташовувалося 38 квадратних стовпів з граніту. Перед святилищем розташовувався вестибюль, в якому знаходилися 12 точно таких же стовпів. По двох сторонах від вестибюля розташовувалися камери, в яких, ймовірно, зберігалися «сонячні лодії». Ще одна подібна камера була знайдена зліва від дороги до нижнього храму. У 1954 році було виявлено ще 2 подібні камери, в одній з них прекрасно збереглася тура довжиною 36 метрів, створена з кедру. Пізніше для неї був побудований спеціальний павільйон з пірамідою.
Згідно стародаввніх істориків, піраміда Хеопса була обнесена кам'яною стіною. Її залишки збереглися. Стіна була товщиною 3 метри, відстань до піраміди складала 10,5 метрів.

#### Піраміди-супутники піраміди Хеопса
На сході від піраміди Хеопса розташовуються 3 піраміди-супутниці. Ймовірно, їх розміщення на сході (зазвичай піраміди-супутниці будували на південь від головної піраміди) пояснюється особливостями місцевості. Вони орієнтовані з півночі на південь, більш високі знаходяться північніше. Піраміди позначаються як GIa, GIb і GIc. Сторона основи першої дорівнює 49,5 метри, другої — 49 метрів, третьої — 46,9. Основа скелі під ними не вирівнювалася, через що основи не зовсім квадратні. Нахил стін становить близько 52 °. Піраміди були облицьовані. Поряд з кожною з них розміщувалися кам'яна огорожа, заупокійна молитовня. Похоронна камера в кожній піраміді одна, поруч з ними розташовуються передпокої, в які веде прямовисна шахта. Близько до першої піраміди розташовується камера з «сонячною турою».
Піраміди добре збереглися, відсутнє тільки облицювання. Ймовірно, піраміди призначалися дружинам Хуфу. Можливо, східніше першої піраміди збиралися створити ще одну піраміду, яка повинна була мати великі розміри, проте в ній не була закінчена навіть похоронна камера. Археолог Джордж Рейснер припустив, що ця піраміда призначалася цариці Хетепхерес, матері Хуфу, гробниця якої була пограбована. У підсумку цариця була перепохована в таємній гробниці, вирубаній в скелі північніше. Ця гробниця, що є єдиним недоторканим захороненням члена царської родини Стародавнього царства, була виявлена Рейснером в 1925 році.

Піраміда GIa
Піраміда GIb
Піраміда GIc

#### Східні гробниці

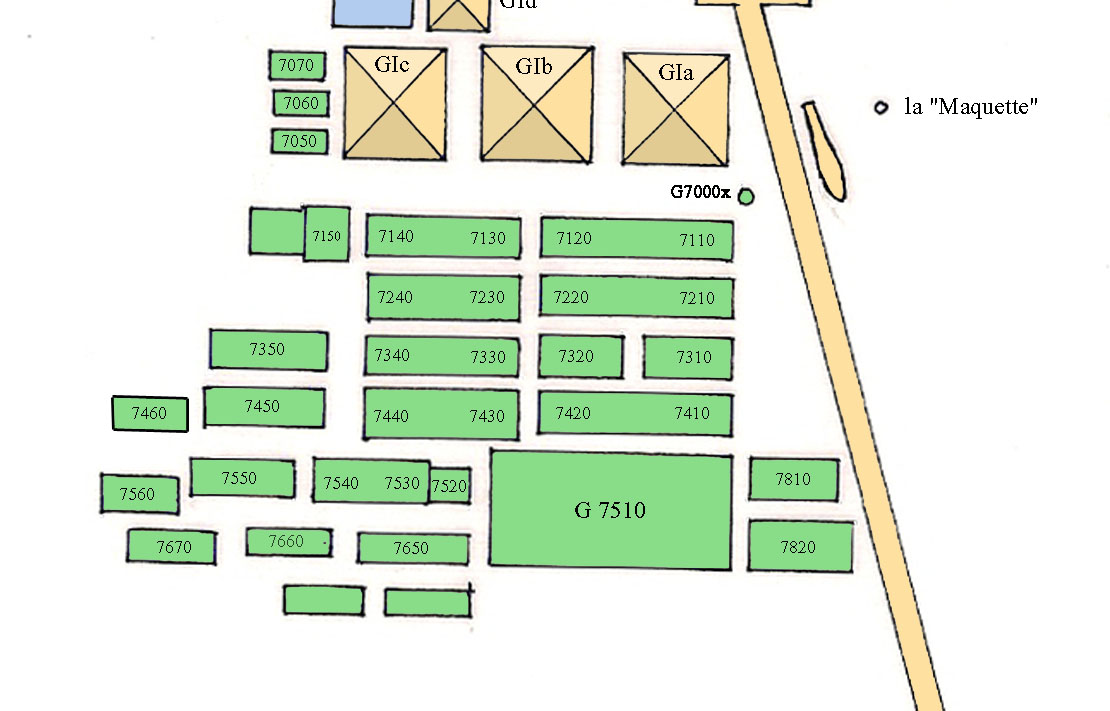
План східних поховань

Східні гробниці (мастаби) розташовані на схід від піраміди Хуфу і включають кладовища G 7000. Тут поховані деякі члени сім'ї Хуфу, а також жерці V–VI династій. Збереглося близько 40 мастаб. Зараз вони важкодоступні, а знахідки, зроблені в них, зберігаються в запасниках Єгипетського музею в Каїрі.

#### Західні гробниці

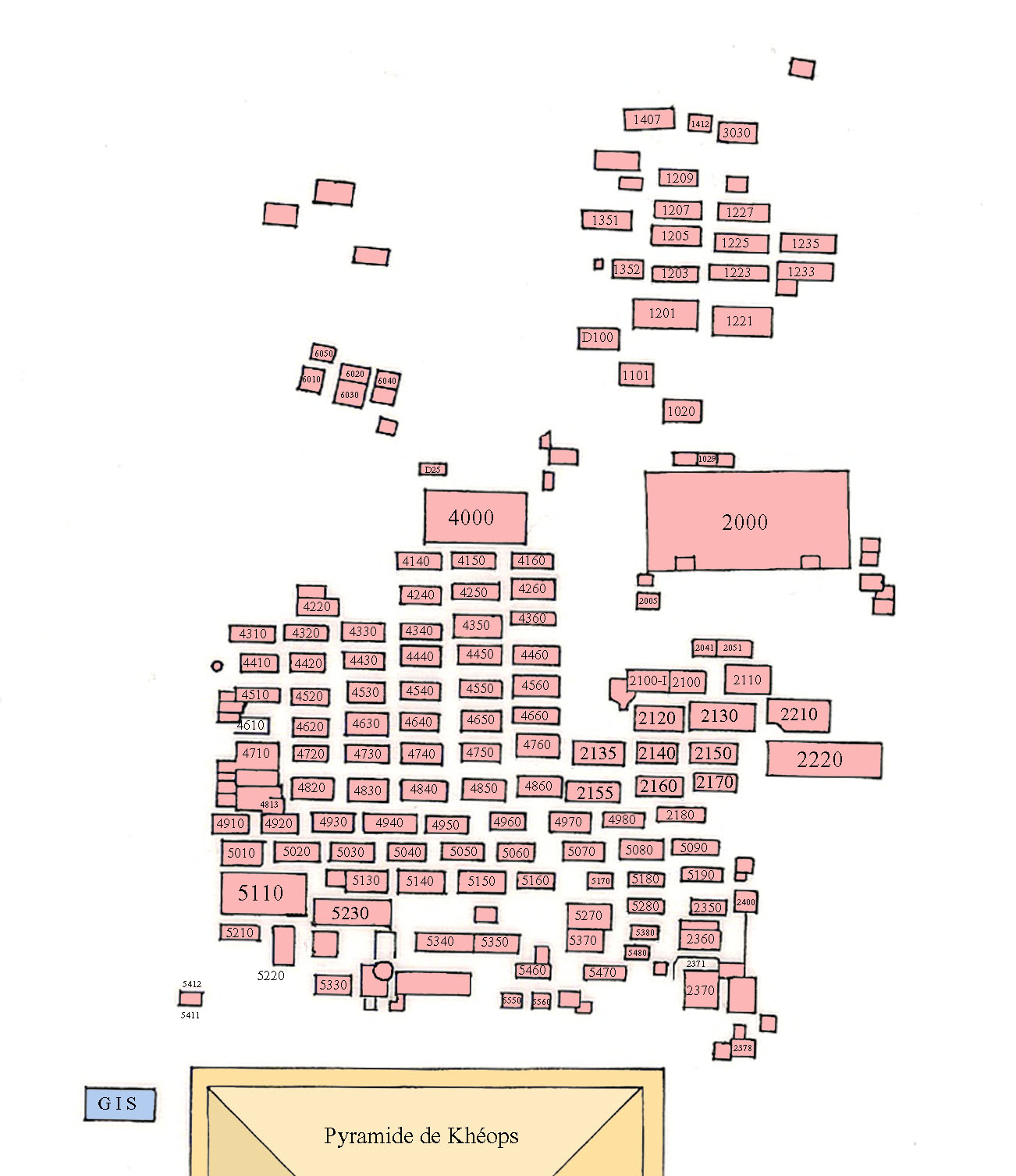
План західних поховань

Західні гробниці містять більш 100 мастаб, що відносяться до періоду IV–VI династій. Деякі з них названі за номерами мастаб, деякі — за іменами археологів, їх досліджували.
| Назва (англ.)          | Період                        | Розкопки                         |
| ---------------------- | ----------------------------- | -------------------------------- |
| Abu Bakr Excavations   | V і VI династія               | (1949-53)                        |
| Cemetery G 1000        | V і VI династія               | Reisner (1903-05)                |
| Cemetery G 1100        | V і VI династія               | Reisner (1903-05)                |
| Cemetery G 1200        | Переважно IV династія         | Reisner (1903-05)                |
| Cemetery G 1300        | V і VI династія               | Reisner (1903-05)                |
| Cemetery G 1400        | V і VI династія               | Reisner (1903-05                 |
| Cemetery G 1500        |                               | Reisner (1931?)                  |
| Cemetery G 1600        | V династія і пізніше          | Reisner (1931)                   |
| Cemetery G 1900        |                               | Reisner (1931)                   |
| Cemetery G 2000        | V і VI династія               | Reisner (1905-06)                |
| Cemetery G 2100        | IV і V династія і пізніше     | Reisner (1931)                   |
| Cemetery G 2200        | Пізня IV або рання V династія | Reisner?                         |
| Cemetery G 2300        | V і VI династія               | Reisner (1911-13)                |
| Cemetery G 2400        | V і VI династія               | Reisner (1911-13)                |
| Cemetery G 2500        |                               | Reisner                          |
| Cemetery G 3000        | VI династія                   | Fisher and Eckley Case Jr (1915) |
| Cemetery G 4000        | IV династія і пізніше         | Junker and Reisner (1931)        |
| Cemetery G 6000        | V династія                    | Reisner (1925-26)                |
| Junker Cemetery (West) | Пізнє Давнє царство           | Junker (1926-7)                  |
| Steindorff Cemetery    | V і VI династія               | Steindorff (1903-07)             |
| Junker Cemetery (East) | Пізнє Давнє царство           | Junker                           |

#### Південні гробниці

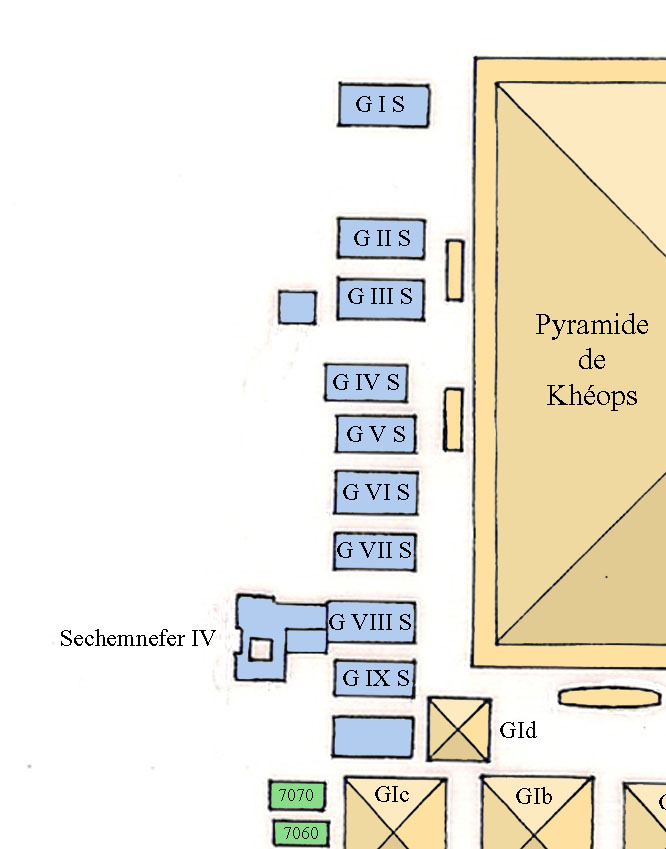
План південних поховань

Поховання південних гробниць датуються періодами правління II–III династій і V–VI династій. Збереглося більше 10 мастаб. Зараз вони важкодоступні, а знахідки, зроблені в них, зберігаються в запасниках Єгипетського музею в Каїрі.

#### Центральні гробниці
Включають поховання деяких членів царської родини. Датуються IV і V династіями і пізніше.
| Номер          | Похований       |
| -------------- | --------------- |
| G 8172 (LG 86) | Nebemakhet      |
| G 8158 (LG 87) | Nikaure         |
| G 8156 (LG 88) | Persenet        |
| G 8154 (LG 89) | Sekhemkare      |
| G 8140         | Niuserre        |
| G 8130         | Niankhre        |
| G 8080 (LG 92) | Iunmin          |
| G 8260         | Babaef          |
| G 8466         | Iunre           |
| G 8464         | Hemetre         |
| G 8460         | Ankhmare        |
| G 8530         | Rekhetre        |
| G 8408         | Bunefer         |
| G 8978         | Khamerernebty I |

### Комплекс піраміди Хафра (Хефрена)
Храм Хафра

Поперечний розріз піраміди Хефрена

Піраміда фараона Хафра (Хефрена) розташована на південний захід від піраміди Хеопса. Первісна висота піраміди становила 143,9 метри, вона поступалася піраміді Хеопса 3-ма метрами. В даний час висота піраміди 136,4 метри. Піраміда Хефрена має більший нахил стін (52°20') і меншу довжину основи (спочатку 215,3 метри, нині — 210,5 метри), що робить її візуально більш високою, ніж піраміда Хеопса. Крім того, вона розташовується на найвищій точці некрополя, що підсилює оптичний обман .
В піраміді Хефрена існує два входи, що розташовуються на північній стіні. Один знаходиться на рівні підстави, другий — на висоті 15 метрів. З другого виходу можна напряму потрапити в похоронну камеру. З першого входу тунель іде вниз на глибину до 10 метрів, потім розташовується рівна ділянка, а потім коридор йде вгору і вливається в основний коридор. Також в нижньому коридорі існує невелике відгалуження в незавершену камеру.
Похоронна камера розташовується близько осі піраміди. Вона витягнута зі сходу на захід на 14,2 метри, ширина камери становить 5 метрів, висота — 6,8 метри. Стеля в ній склепінчаста. В камері розташовується саркофаг з відшліфованого граніту з розбитою кришкою.
Заупокійний храм Хафри розташовувався на значній відстані на схід від піраміди. Ще в XVIII столітті н. е. його стан був хорошим, проте пізніше місцеві жителі розтягли камені, що складали його стіни. Судячи з руїн, він розташовувався на площі 145 на 45 метрів і був розміщений на спеціальній гранітній терасі. Усередині розташовувалося п'ять молелен, а також подвір'я, на якому знаходилося 12 скульптур із зображенням Хафри. З боків храму виявили 5 камер для «сонячних барок».

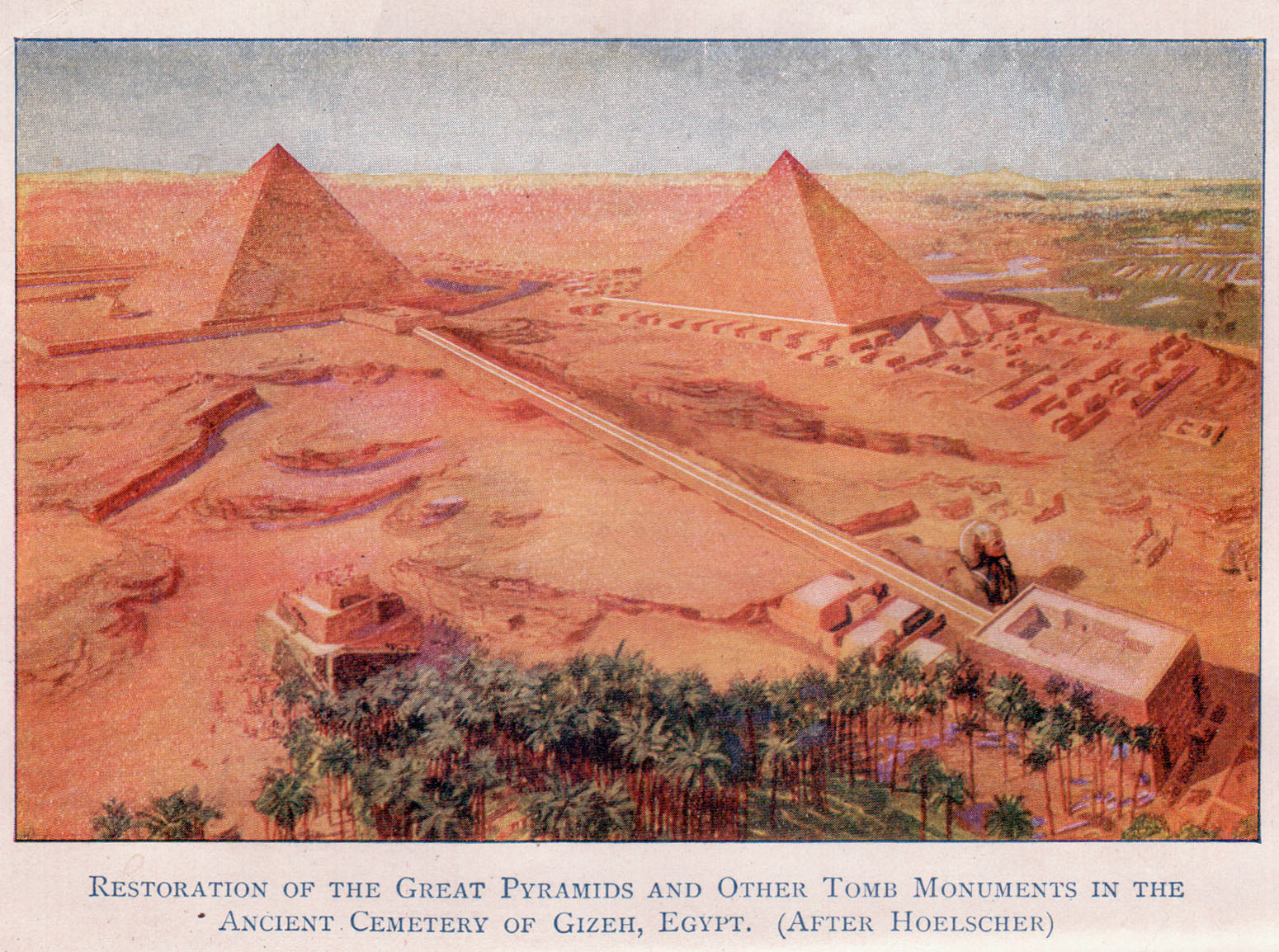
Реконструкція комплексу піраміди Хафра

Від заупокійного храму відходила кам'яна дорога шириною в 5 метрів, яка вела в Нижній храм, який більше відомий під назвою «Гранітний храм». Він розміщувався на південний схід від Великого Сфінкса перед сучасною оглядовою терасою. Форма його була схожа на велику мастабу. Розміри храму були 45 на 45 метрів, висота — 12 метрів. У його центральному залі розміщувалися 23 статуї Хафри з алебастру і сланцю, 16 колон з граніту. У храмі було два входи, біля кожного розташовувалися по 2 лежачих сфінкса.
Навколо піраміди Хефрена розташовувалася стіна. Згідно розкопок її товщина становила 3,4 метри, відстань до піраміди складала 10,1 метри.
На півдні від піраміди Хефрена розміщувалася невелика піраміда-супутник. Її наземна частина не збереглася, але за залишками основи і уламками облицювальних плит встановлено, що сторона її основи складала 20,1 метри, а нахил стін — 52 ° 20 '. Підземна камера піраміди збереглася. Також зберігся тунель, який пробили грабіжники. Ймовірно, в цій піраміді була похована дружина Хафри.
На захід від піраміди також в 1881 році вдалося виявити руїни житла стародавніх будівельників піраміди. У ньому розташовувалося 91 приміщення, розміри кожного — 26 на 3 метри.

Схема заупокійного храму Хефрена
Схема Гранітного храму

### Комплекс піраміди Менкаура (Мікеріна)

Поперечний розріз піраміди Мікеріна

Найнижча з трьох великих пірамід, піраміда фараона Менкаура (Мікеріна) розташовується на південному заході некрополя на значній відстані від пірамід Хуфу і Хафра. Сторона її основи становить 108,4 метри, висота спочатку складала 66 метрів, зараз — 62 метри. Вона на третину була облицьована плитами з червоного асуанського граніту, верхня частина була з білого Турського вапняку, а вершина, ймовірно, також була з червоного граніту. За повідомленнями очевидців, вона була двоколірною ще в XVI столітті, але пізніше була розграбована мамлюками. В даний час збереглася тільки нижня частина облицювання під наносами піску.
На основі розташовувався перший вхід в піраміду, спочатку довжина її основи становила 60 метрів, проте пізніше його величина була істотно збільшена. Похоронна камера спочатку розташовувалася в 6 метрах нижче основи, проте пізніше вона була розміщена нижче.
Для будівництва піраміди використовувалися кам'яні блоки більшого розміру, ніж для пірамід Хеопса і Хефрена. Для прискорення будівництва блоки ретельно оброблялися. Але фараон не дожив до закінчення будівництва — в момент його смерті піраміда досягала висоти 20 метрів (рівня гранітного облицювання). Англійський єгиптолог І. Є. С. Едвардс припустив, що спочатку для облицювання всієї піраміди мав використовуватися червоний граніт, однак після смерті Менкаура його наступник, фараон Шепсескаф, змінив первісний план.
На відміну від пірамід попередників, піраміда Мікеріна побудована не на скельній основі, а на штучній терасі, створеній з вапнякових блоків. Розміри похоронної камери складають 6,5 на 2,3 метри, висота — 3,5 метри. Стеля камери являє собою два напівблоки, які були витесані з нижньої сторони у вигляді напіварки. Похоронна камера і ведучий до неї коридор облицьовані шліфованим гранітом. Схема внутрішніх приміщень складна, оскільки під час будівництва було три зміни від початкового плану. Первісна похоронна камера і ведучий до неї коридор з'єднувалися з вхідним коридором сходами.
В похоронній камері був саркофаг, однак він потонув в океані під час транспортування. Зберігся його опис та малюнок. Він був зроблений з базальту, його поверхня була вкрита рельєфами. Вчені припускають, що саркофаг цей відноситься до пізнішої епохи — можливо мумію, яка збереглася після пограбування за часів Стародавнього царства, поклали в новий саркофаг.
Будівлі навколо піраміди збереглися погано, їх руїни занесені піском. Є опис заупокійного храму, що відноситься до 1755 року, коли він ще був у хорошому стані. Згідно з ним площа храму становила 45 на 45 метрів. Половину храму займав двір, в іншій перебували споруди для відправлення культу і складські приміщення. За півкілометра на схід розташовувався Нижній храм, його розміри були приблизно такими ж. Відповідно до проведених розкопок цей храм був відреставрований і розширений під час правління VI династії. Від заупокійного до Нижнього храму вела дорога з відшліфованих вапнякових плит, частина її збереглася до теперішнього часу.
Недалеко від південної частині піраміди Мікеріна, за огорожею, розташовуються піраміди-супутники. Найбільша з них — східна. Сторона її основи становить 44,3 метри, висота — 28,3 метри. Спочатку вона була облицьована гранітом, подекуди облицювання збереглося. Друга і третя були ступінчасті. Припускається, що вони не були закінчені і їм планували надати вигляду «істинних» пірамід. Сторона їх становить 31,5 метра, висоти — 21,2 метри.
У 1837 в східній піраміді був знайдений саркофаг з граніту, в середній — фрагменти дерев'яної труни і людські кістки. У західній піраміді похоронна камера закінчена не була. Біля кожної з пірамід розміщувався заупокійний храм, всі вони разом були обнесені кам'яною стіною. За припущенням Рейснера, в східній піраміді була похована головна дружина Менкаура, Хамерернебті II.

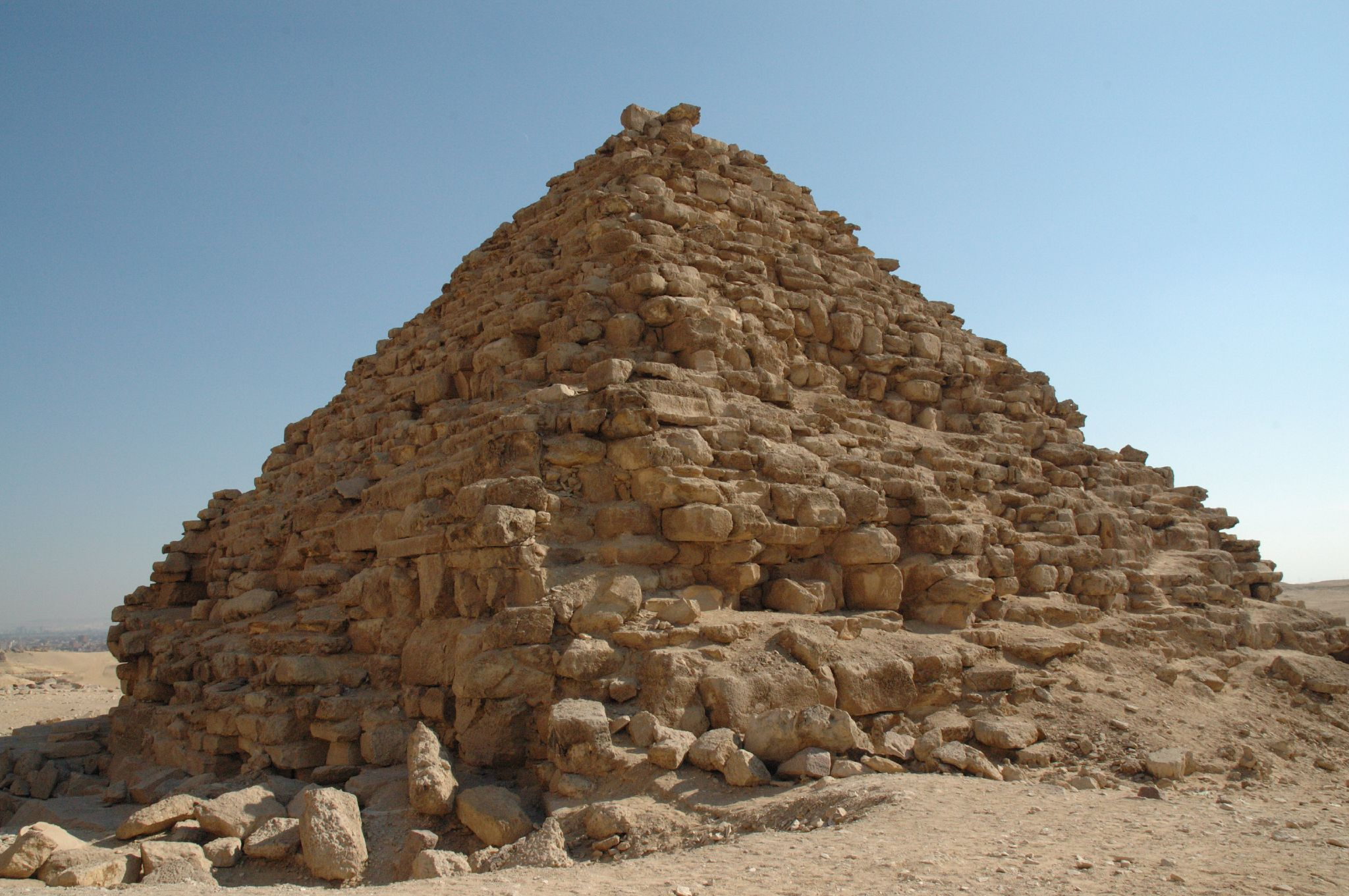
Піраміда цариці Хамерернебті II G3a
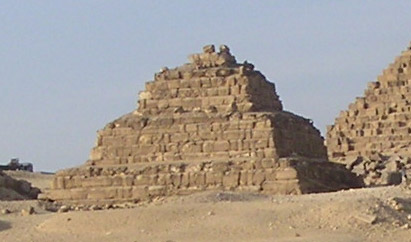
Піраміда G3b
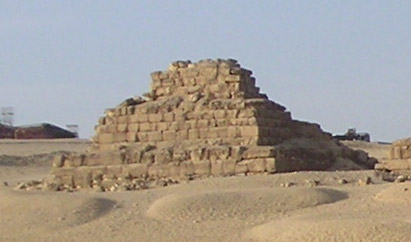
Піраміда G3c

### Комплекс Великого Сфінкса
Великий Сфінкс розташований на схід від піраміди Хефрена. Статуя, яка була витесана з єдиної брили того ж матеріалу, що і піраміди Хеопса і Хефрена, являє собою лежачого лева з головою людини. Її довжина від передньої лапи до хвоста становить 57,3 метри, висота — 20 метрів. На підставі запису, знайденого біля ніг статуї, передбачається, що Сфінкс був побудований за наказом фараона Хафра, а риси його обличчя повторюють риси обличчя самого фараона. В даний час статуя сильно пошкоджена, особливо сильно дісталося його обличчю, воно поцятковане вибоїнами.
Сфінкса постійно заносило піском, тому його періодично доводилося відкопувати. Останнім часом це було зроблено в 1920-ті роки. Крім того, тоді ж статуя була частково відреставрована і обнесена огорожею, що захищала її від заметів піском.
Неподалік від статуї знаходиться Храм Сфінкса, який був виявлений тільки в XX столітті.

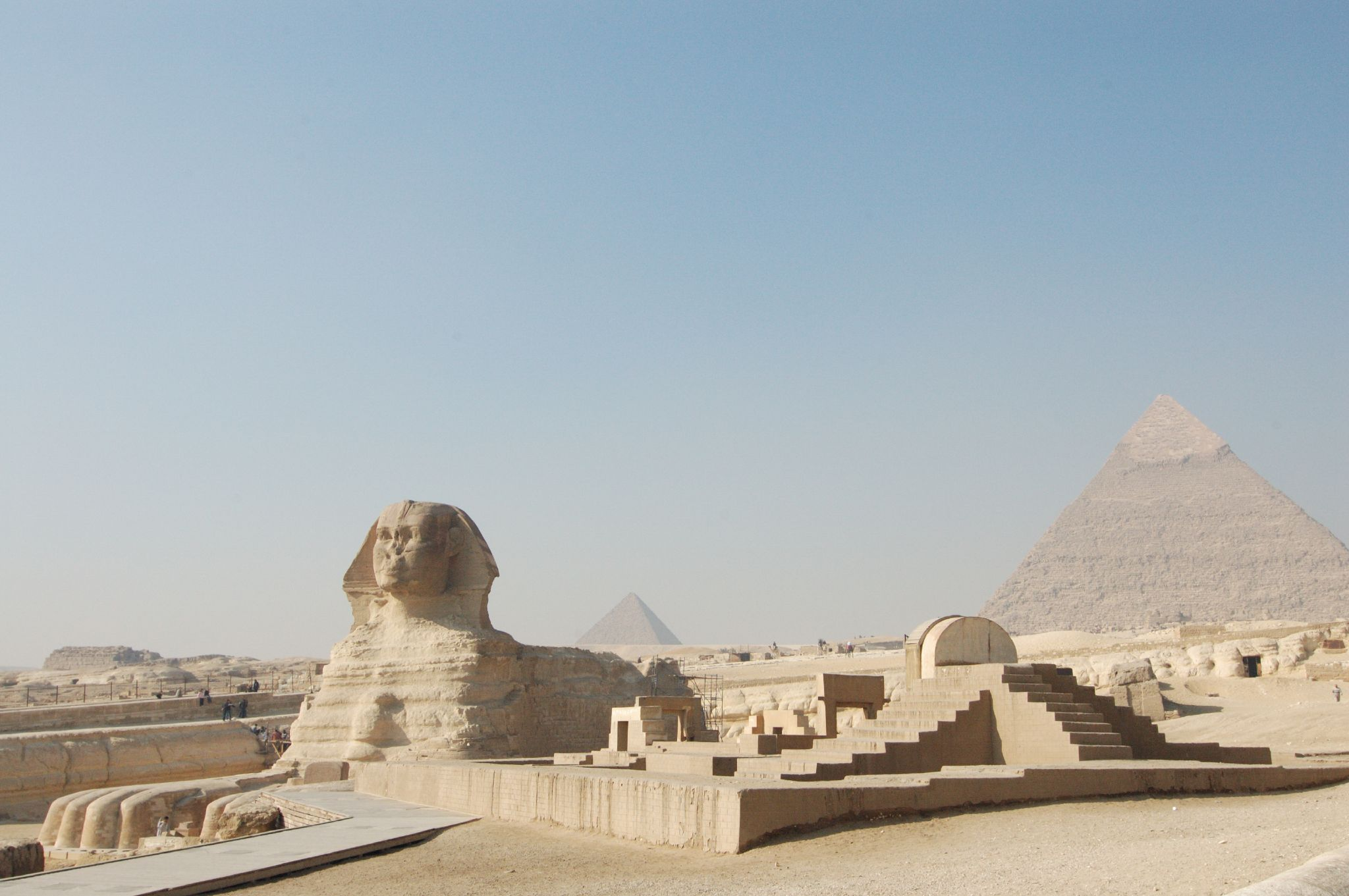
Великий Сфінкс і Храм Сфінкса
Схема Храму Сфінкса
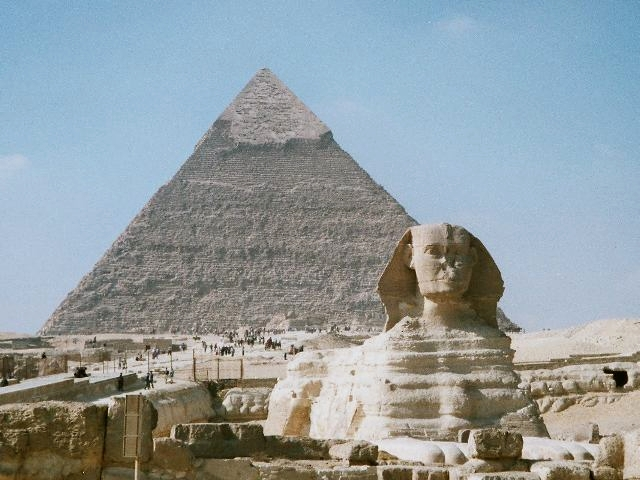
Великий Сфінкс
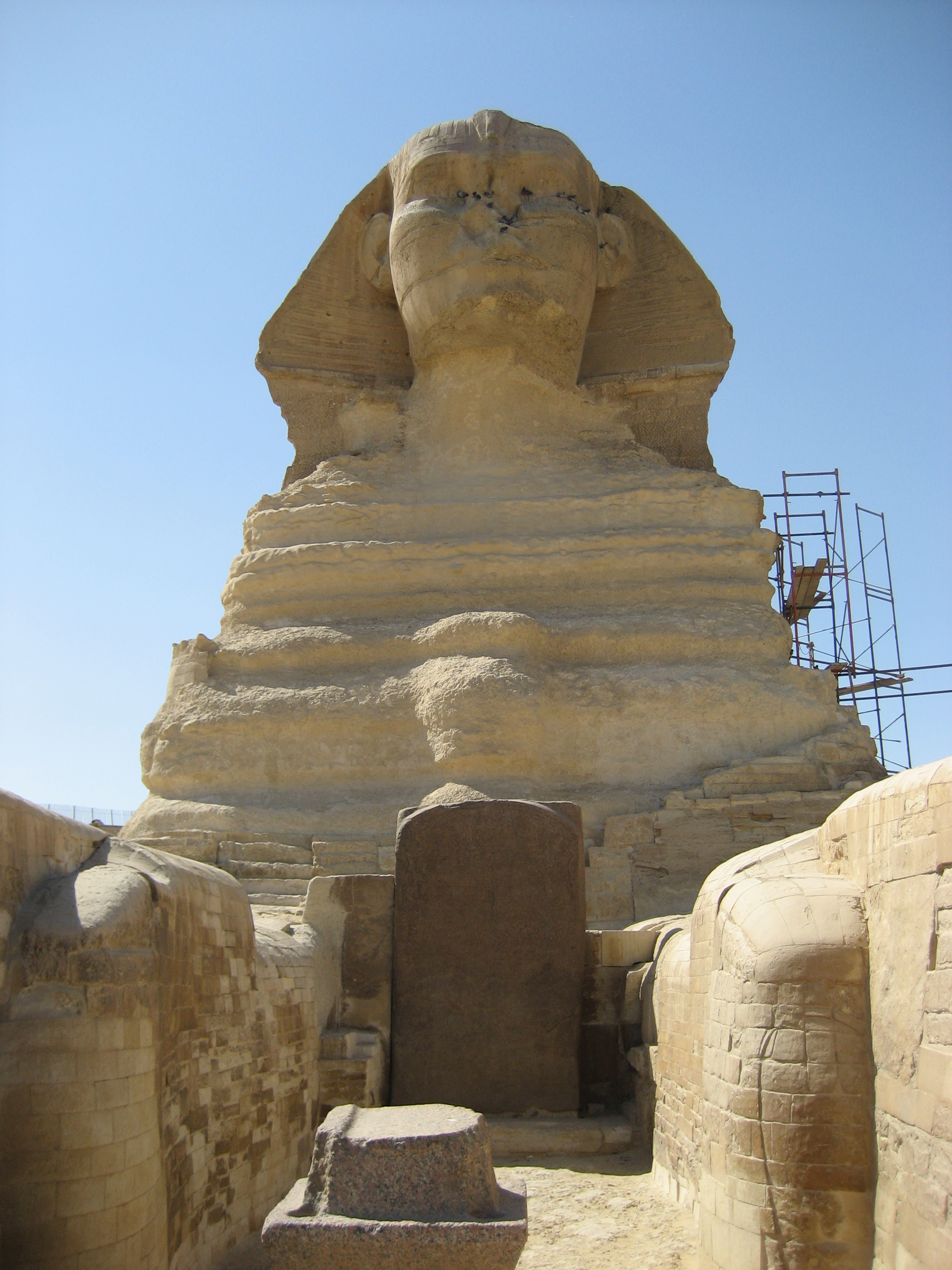
Сфінкс зі стелою
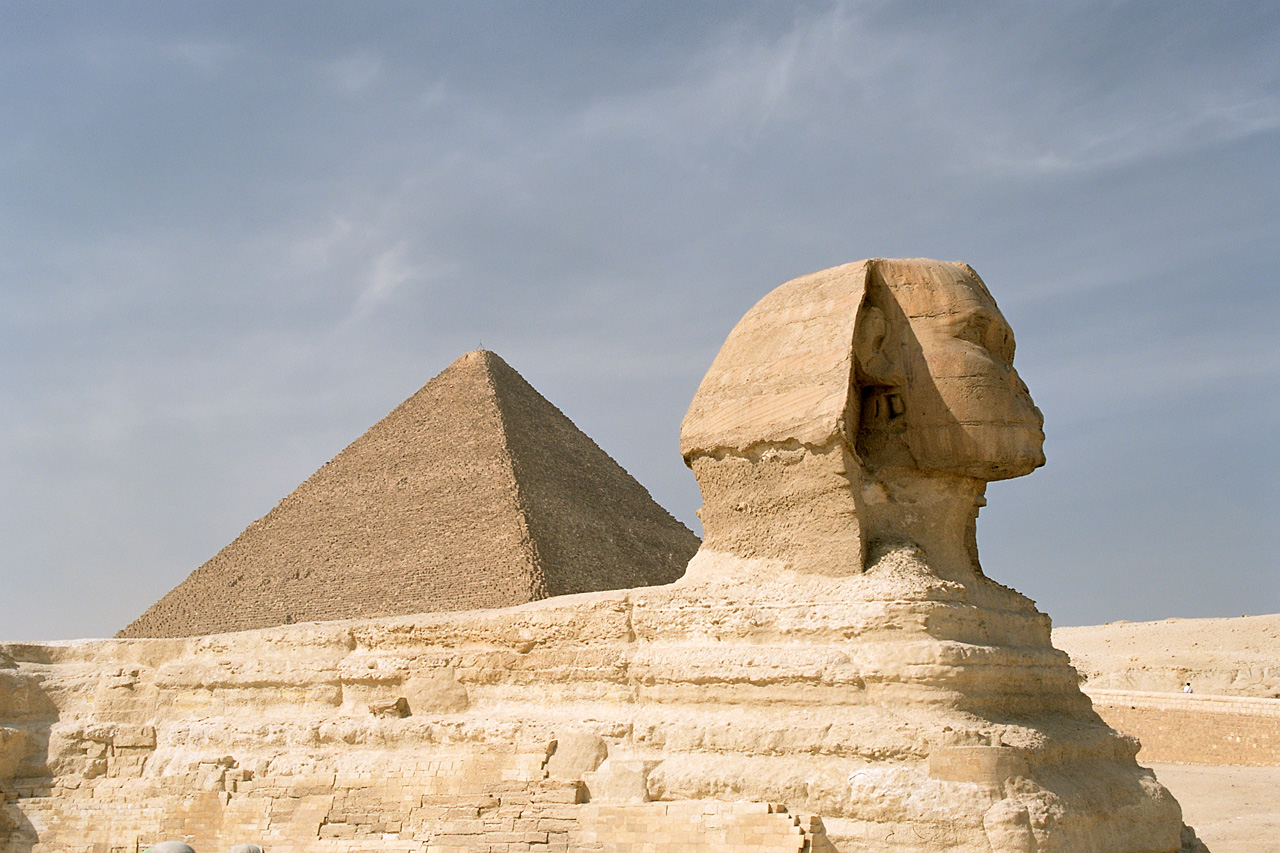
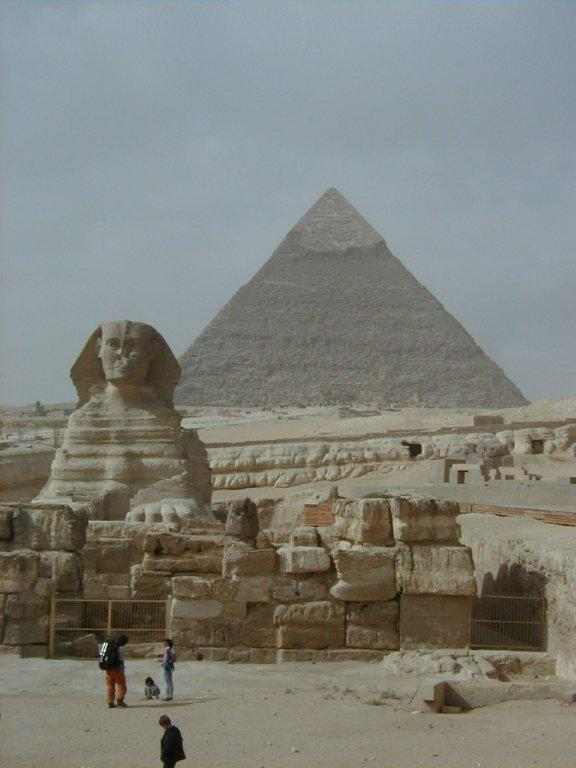
Сфінкс і піраміди
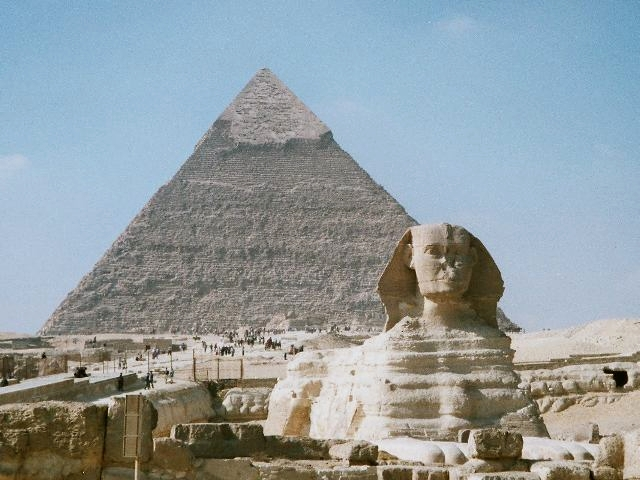
Сфінкс

## Спорудження пірамід
Плити вагою не менше 2,5 тонн, з яких складені піраміди, вирубувалися з каменю в прилеглому кар'єрі і доставлялися до місця споруди волоком за допомогою пандусів, блоків і важелів.
Для запобігання розтріскування стіни пірамід, внаслідок теплового стиску-розширення, окремі блоки розділялися тонкими шарами будівельного розчину.
У 2019 році знайдено папірус з описом будівництва пірамід

## Галерея

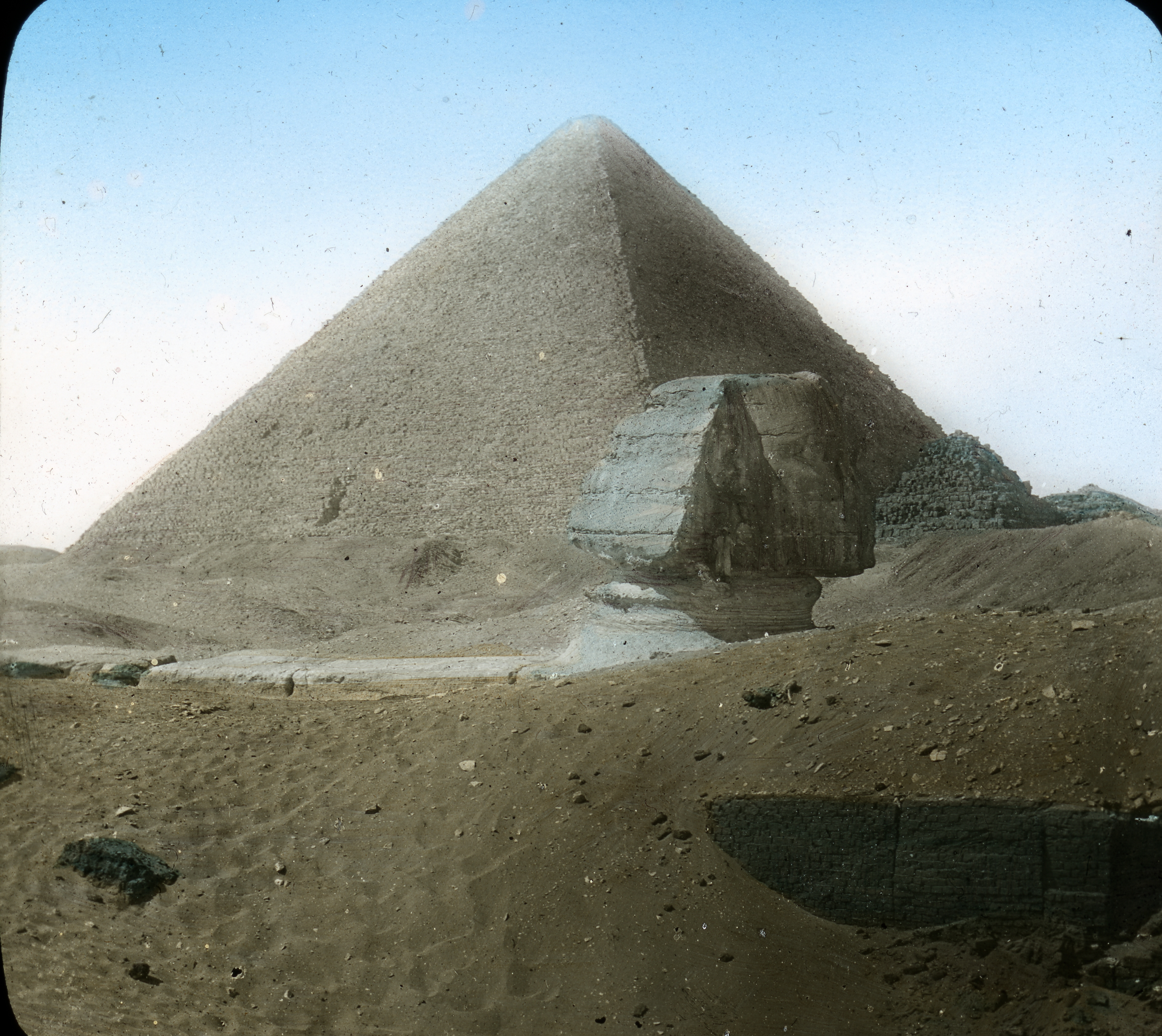
Views, Objects: Egypt. Gizeh [selected images]. View 05: Sphinx and Pyramids., n.d., New York. Brooklyn Museum Archives
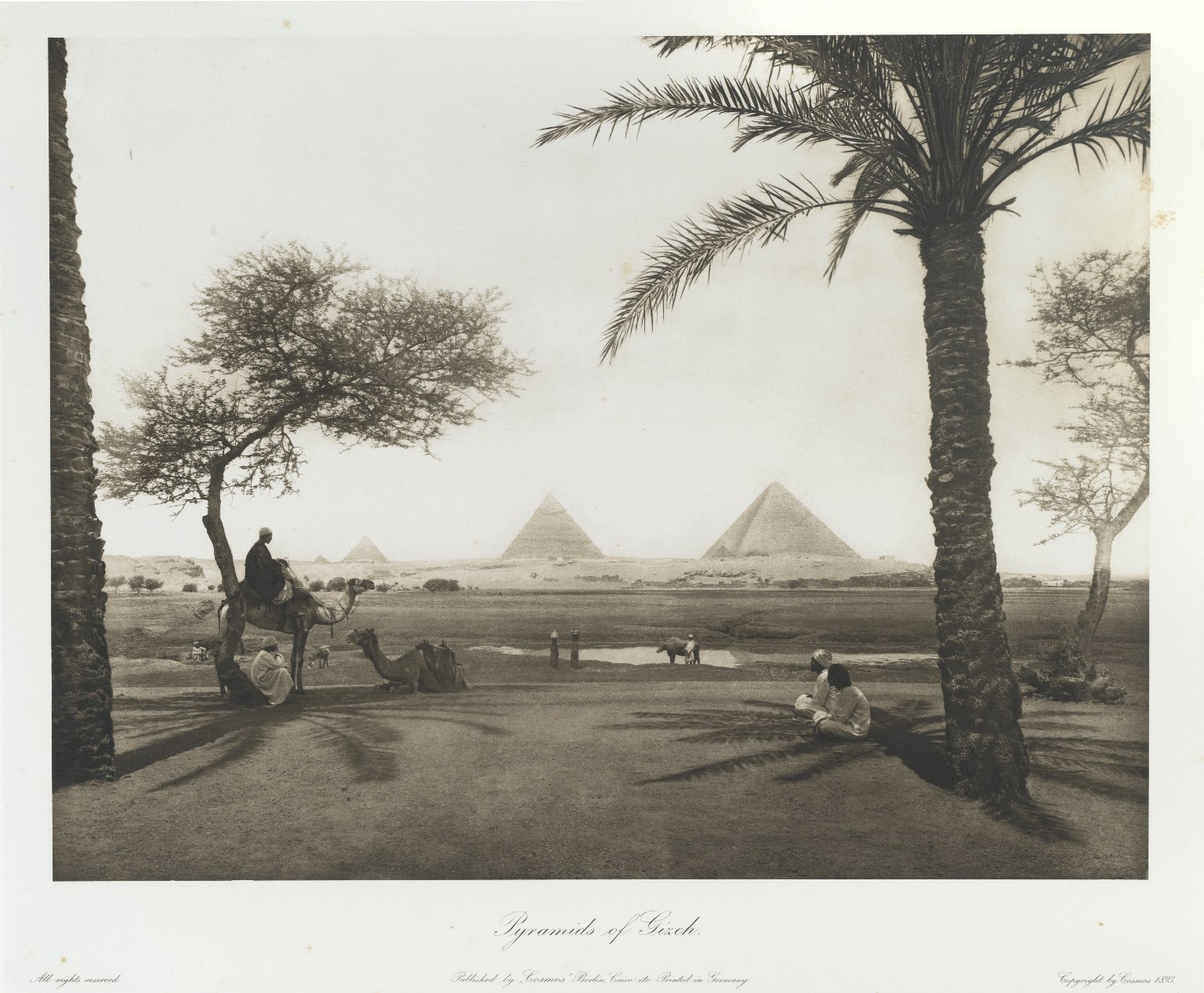
Pyramids of Ghizeh. 1893.  Egypt ; heliogravures after original views. Wilbour Library of Egyptology. Бруклінський музей
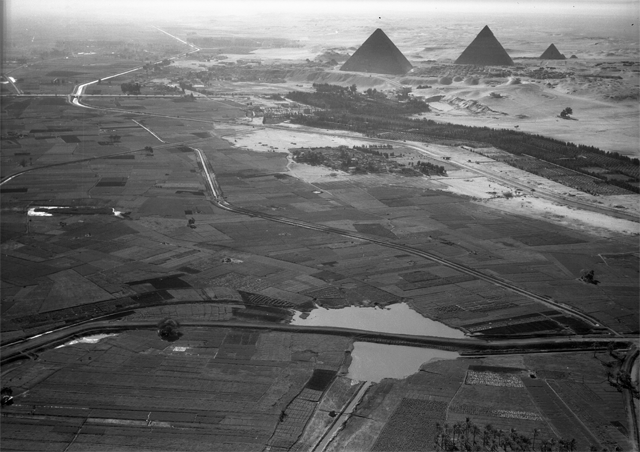
Aerial view from north of cultivated Nile valley with the pyramids in the background
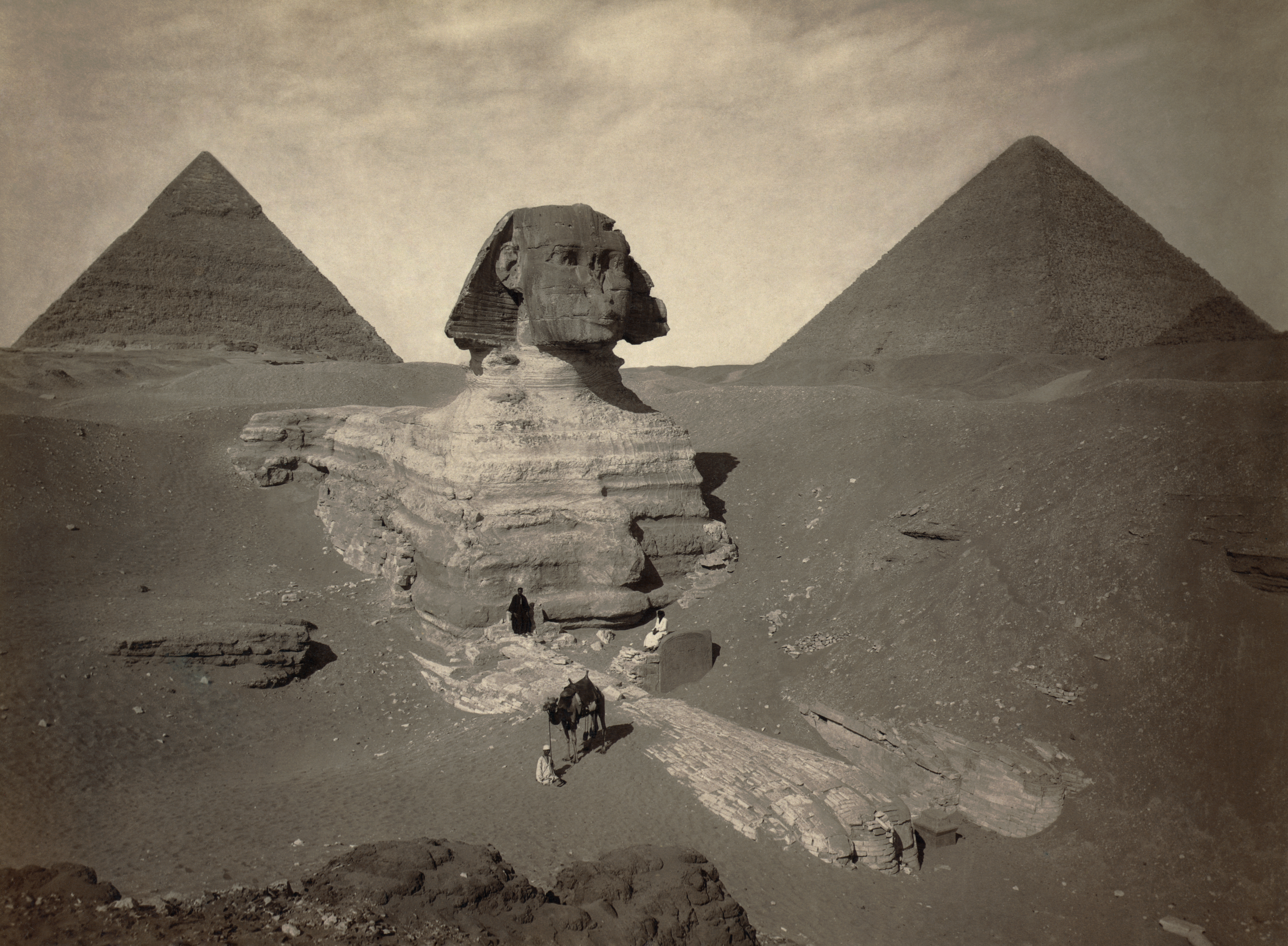
The Great Sphinx partially excavated, photo taken between 1867 and 1899
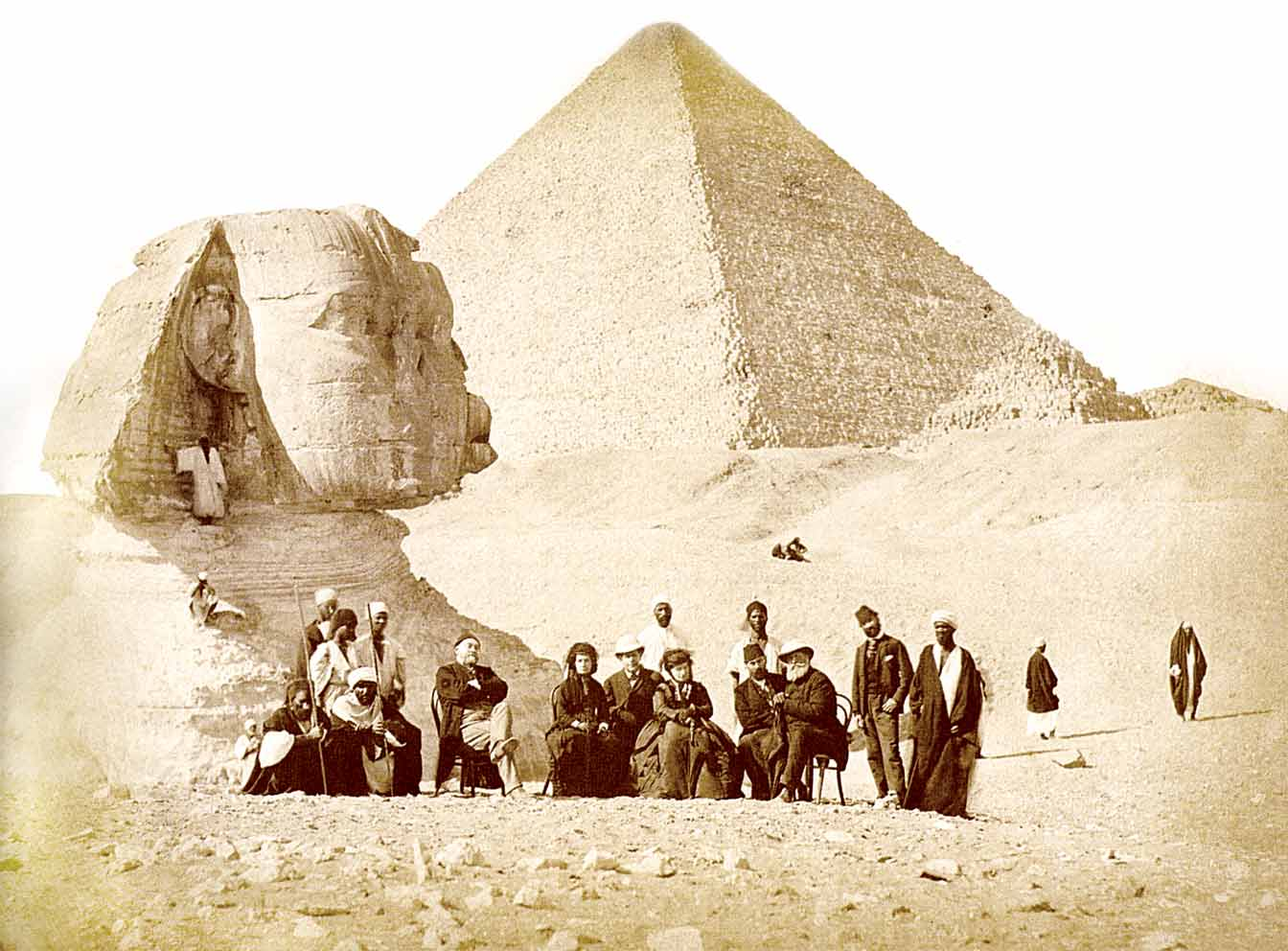
Auguste Mariette (seated, far left) and Pedro II of Brazil (seated, far right) with others during  the Emperor's visit to the Giza pyramid complex at the end of 1871
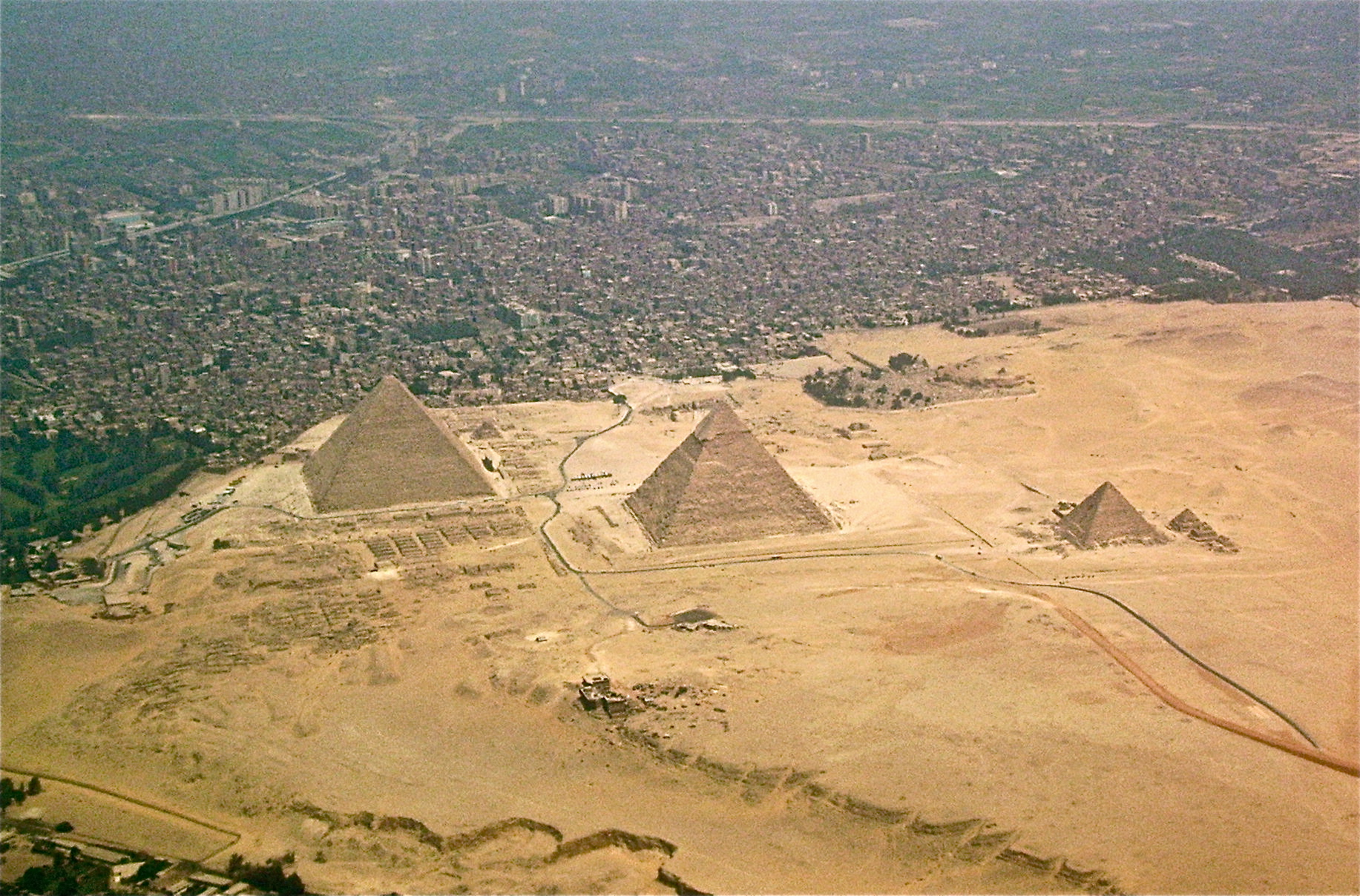
Вид згори
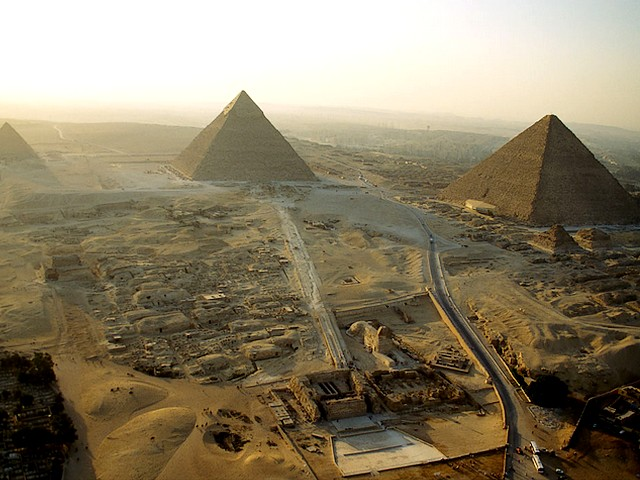
Вид згори
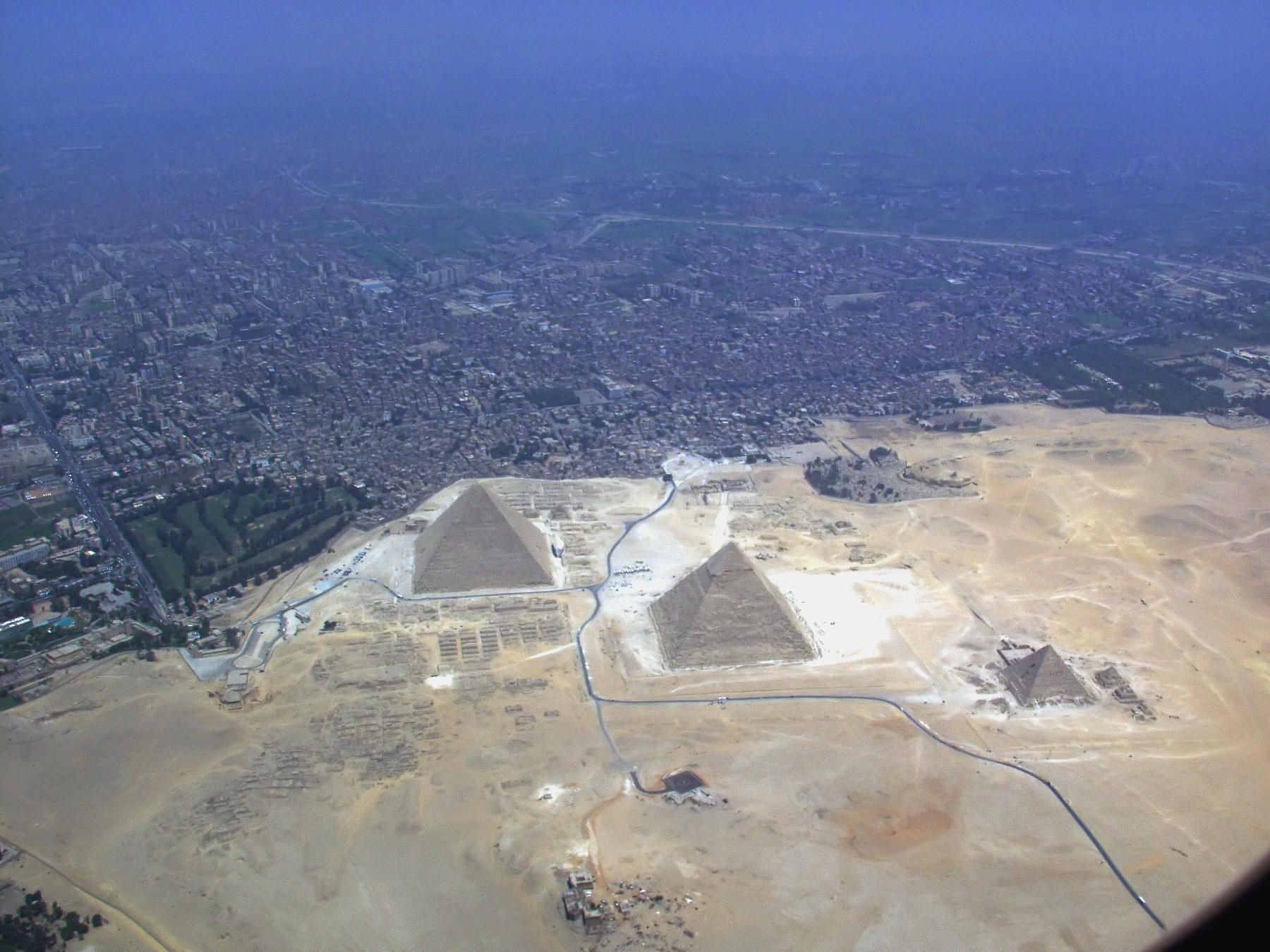
Вид згори
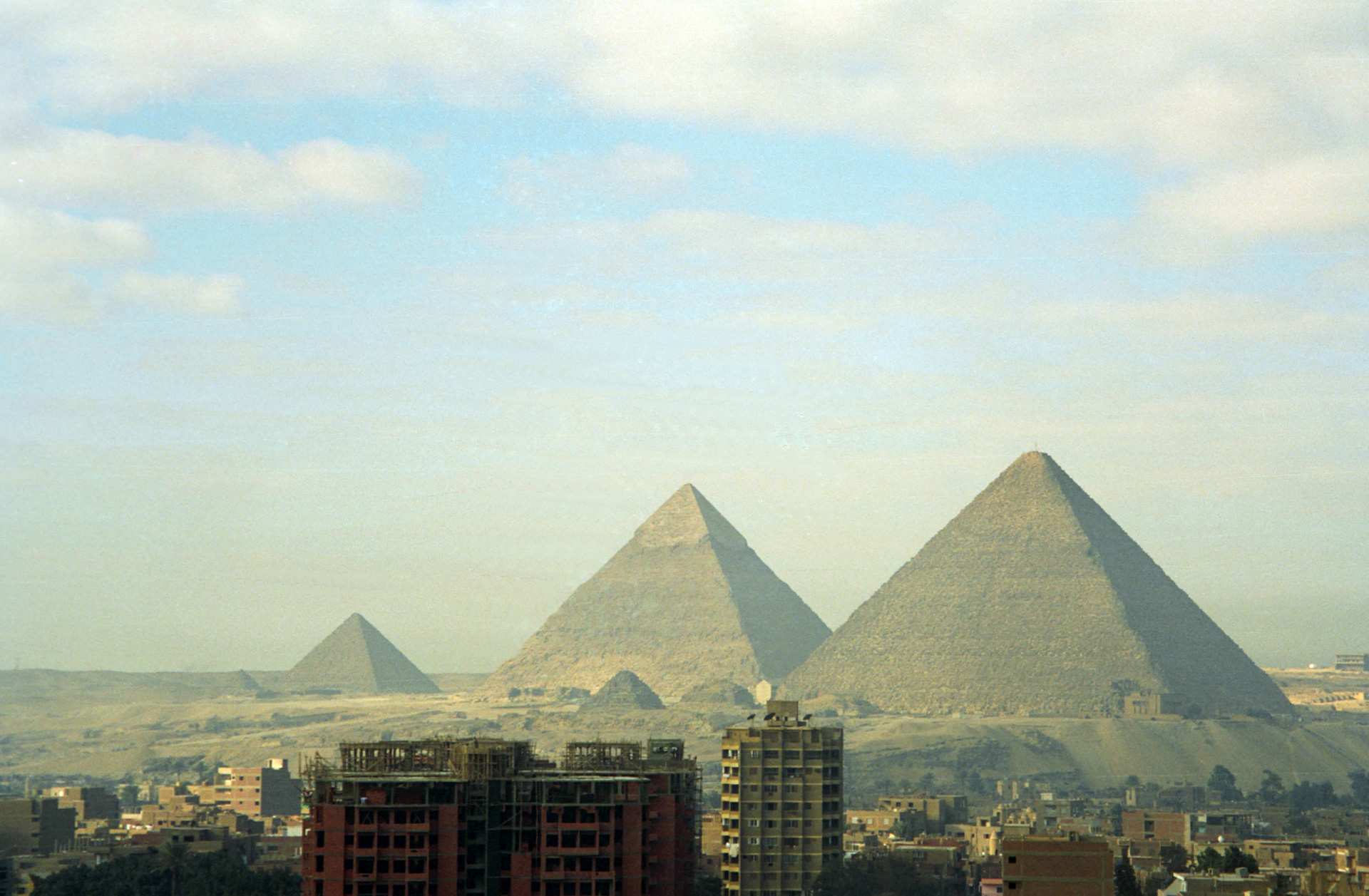
Піраміди Ґізи
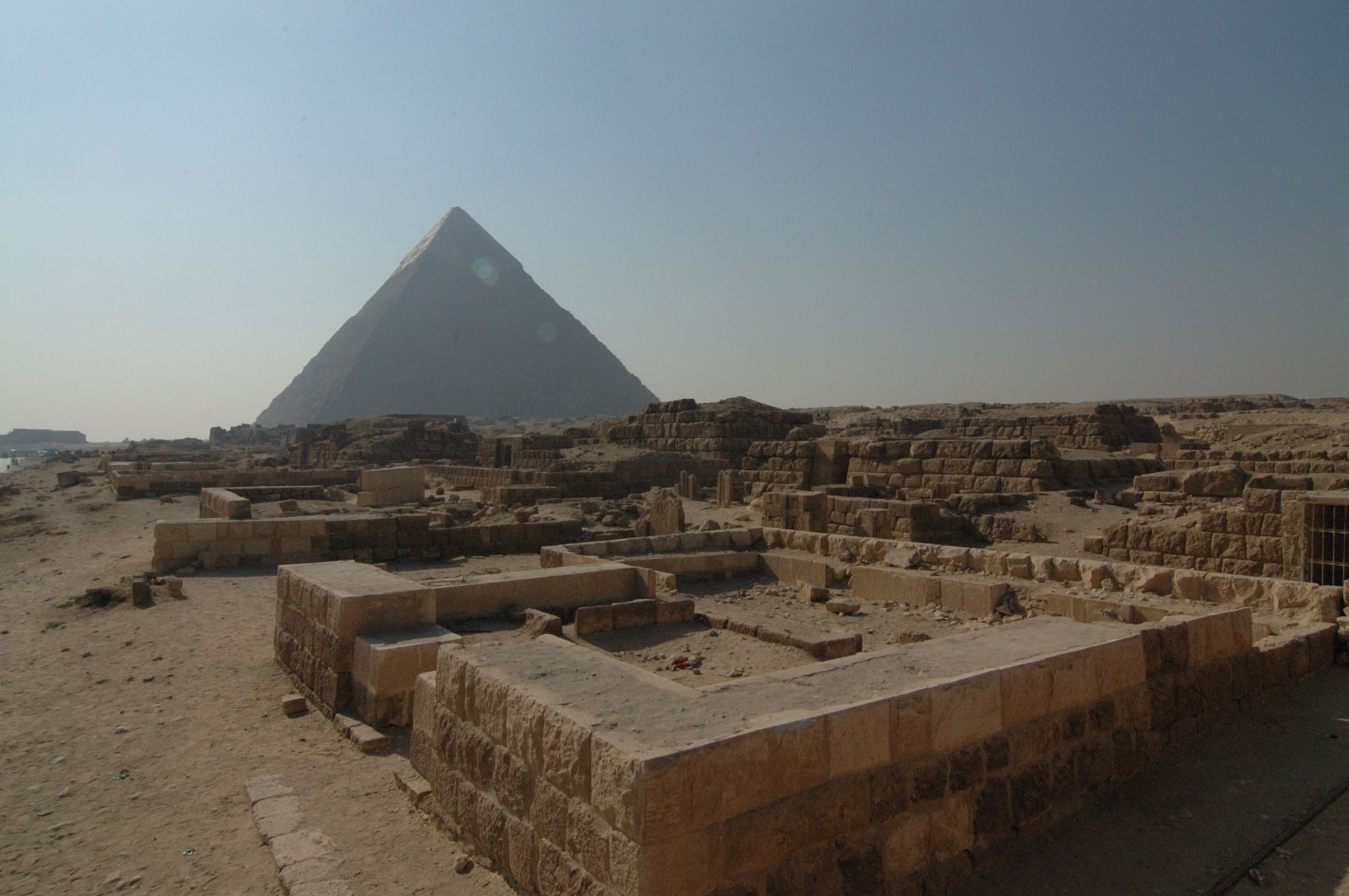
Масшатаба та піраміда Хефрена
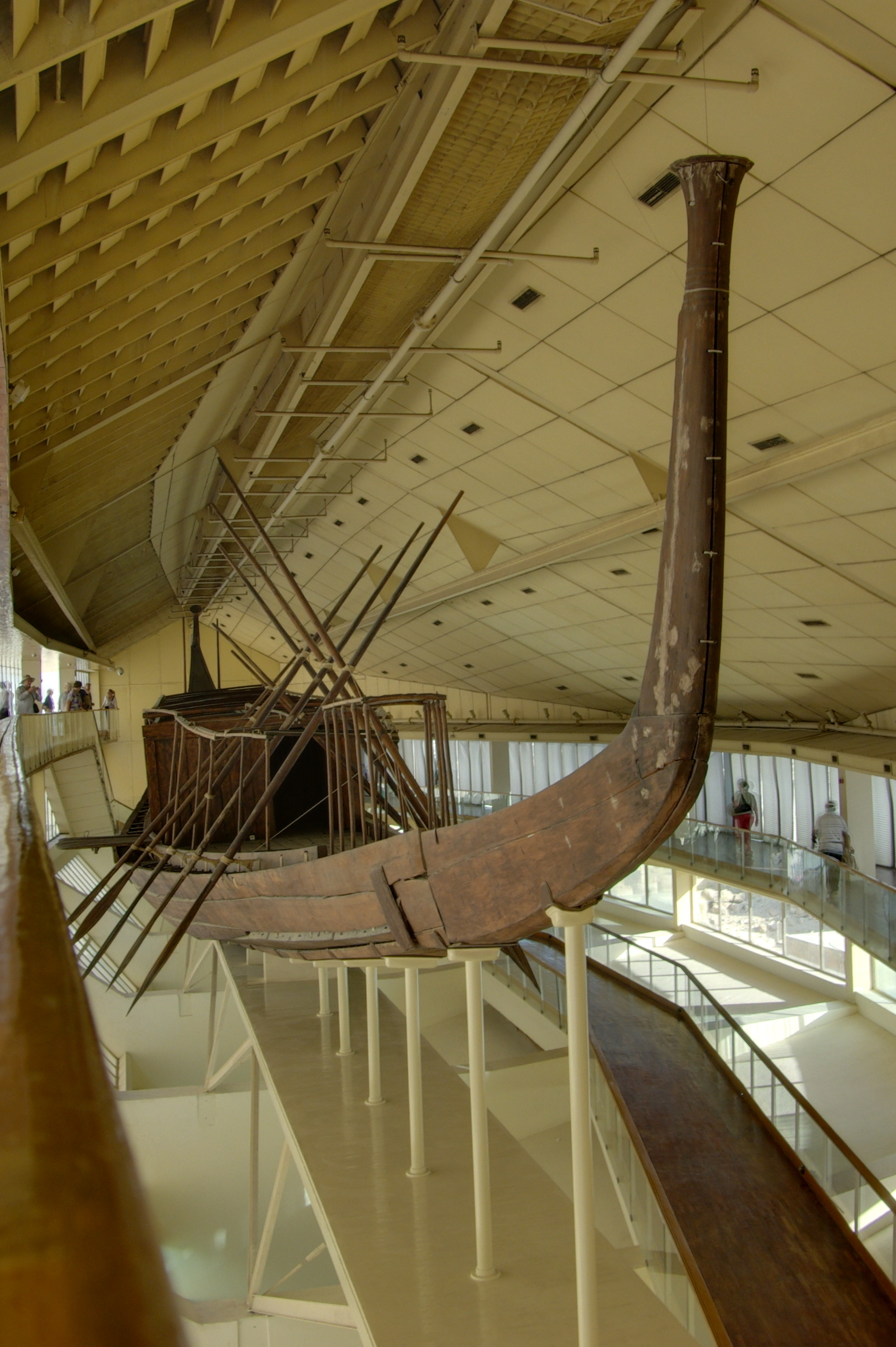
Сонячний човен
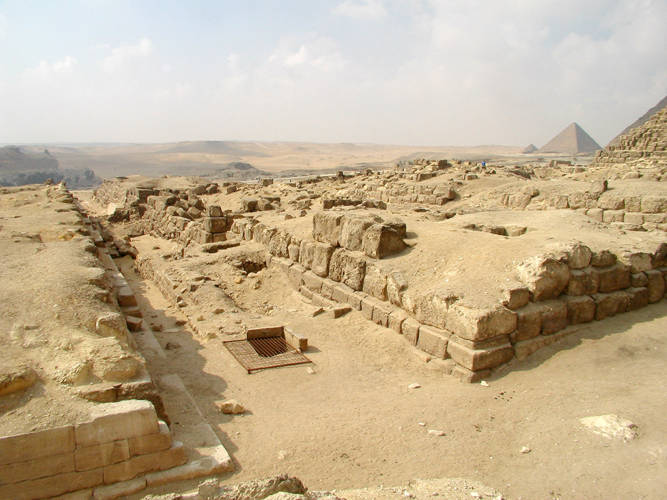
Східні мастаби
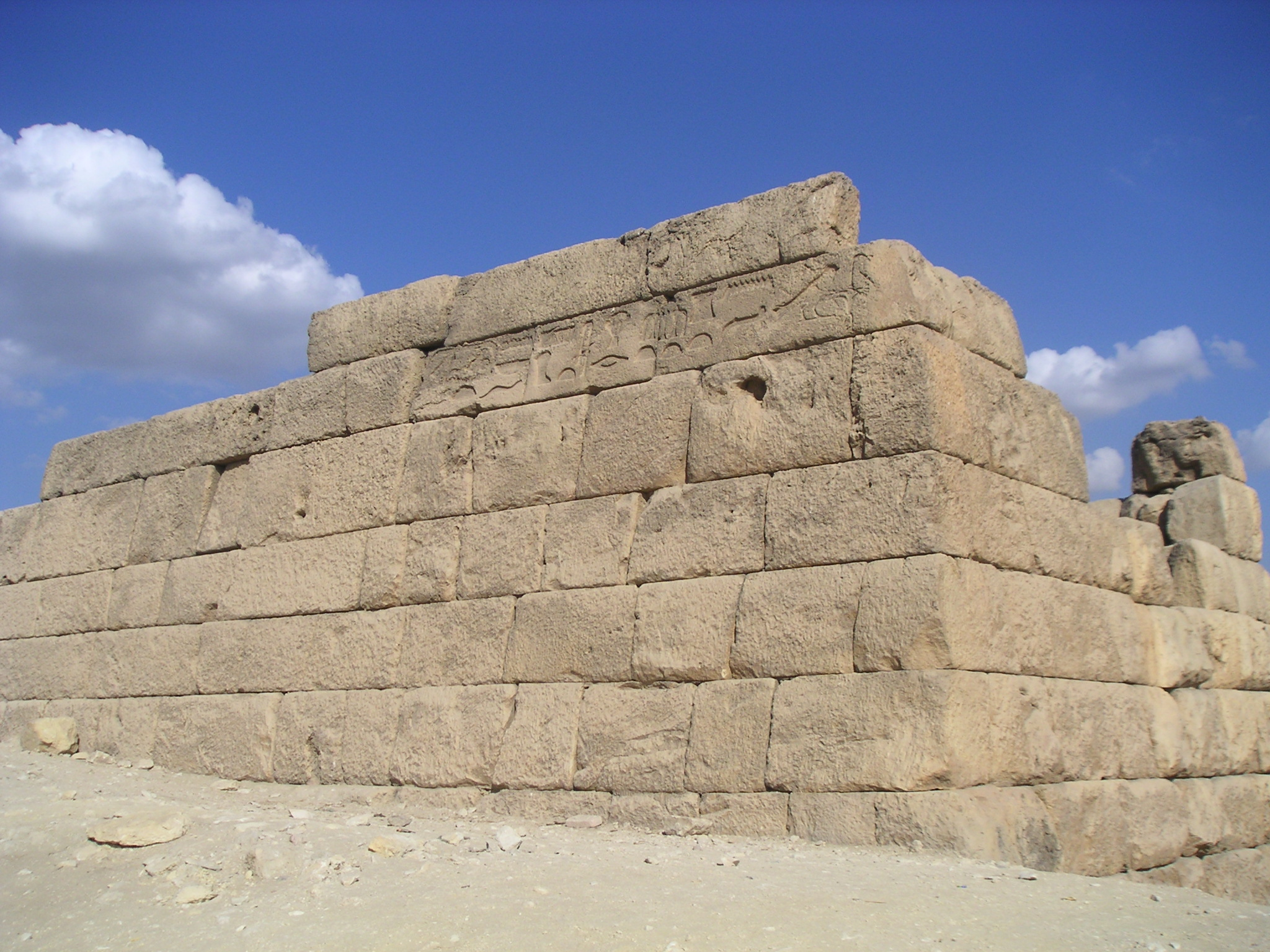
Мастаба Хуфухаф (G 7140 і G 7130 східне захоронення)
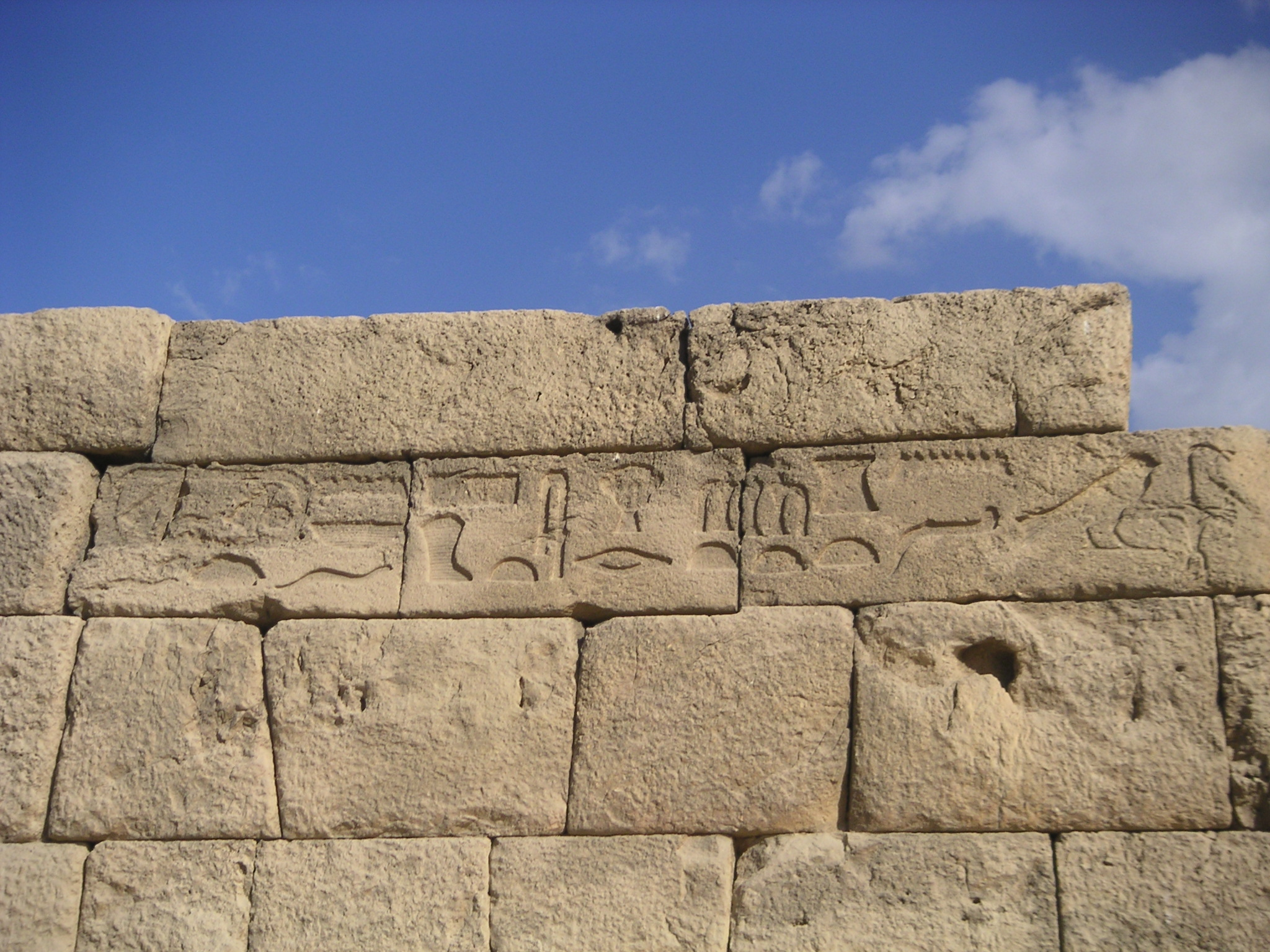
Мастаба Хуфухаф а I (фрагмент напису)
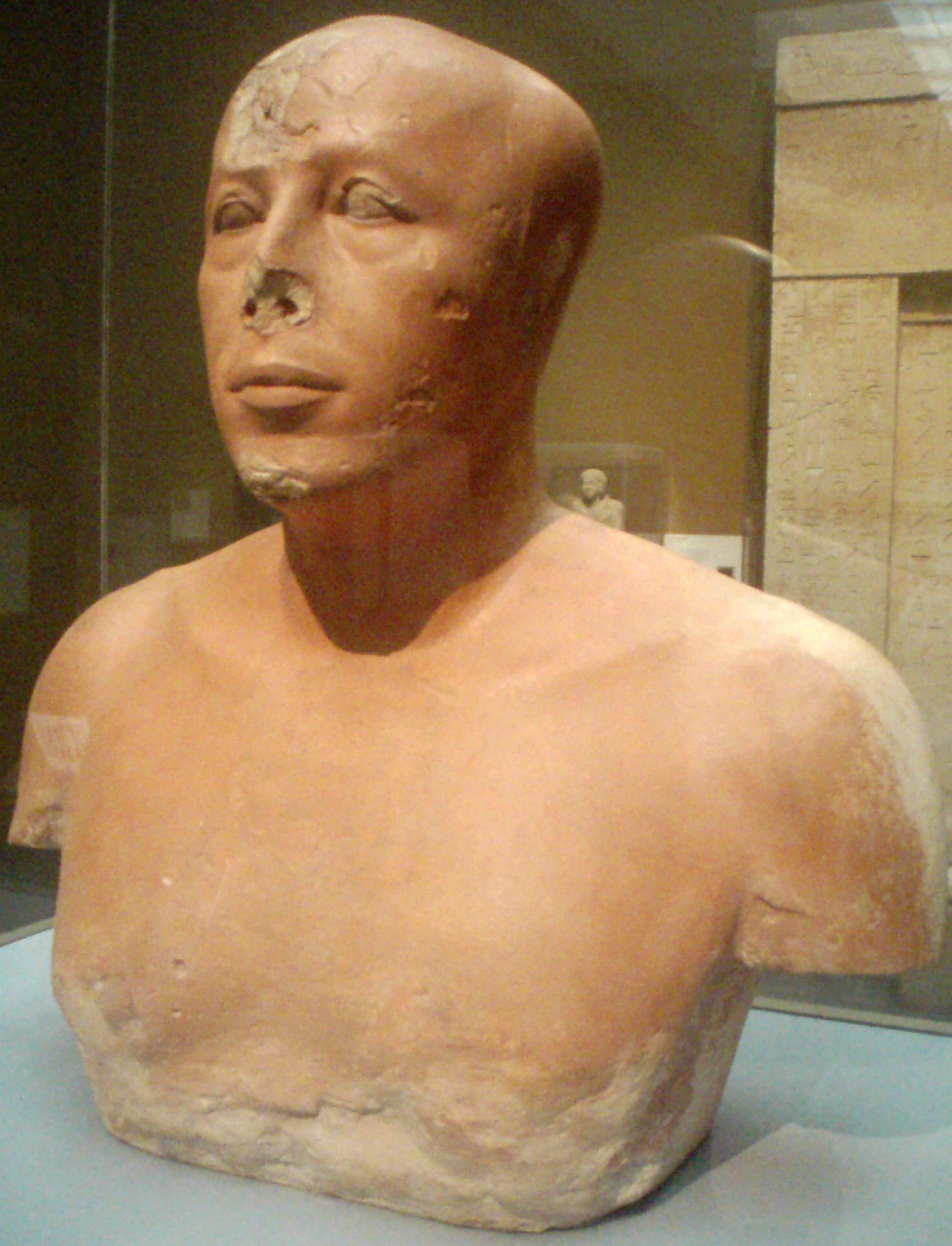
Бюст Анхаф а (мастаба G 7510)
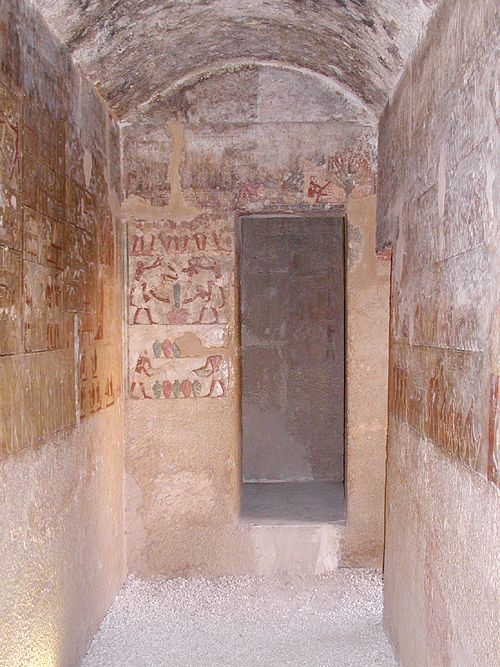
Каплиця з округлим склепінням імер (G 6020 поховання західне)
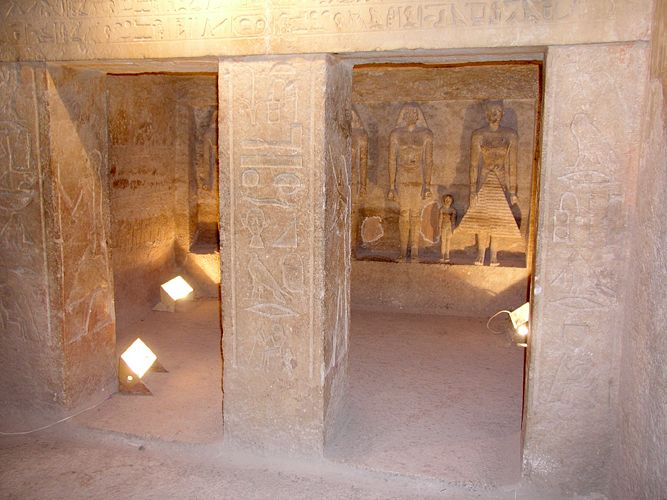
Мастаба Кара (східне захоронення)
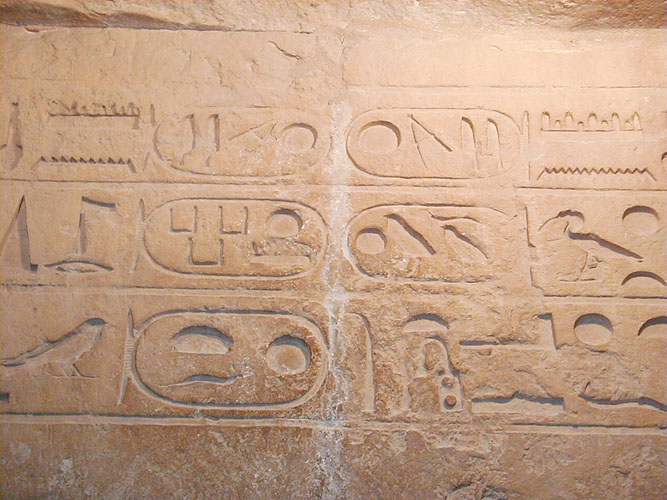
Гравюри з мастаби Кара (східне захоронення)
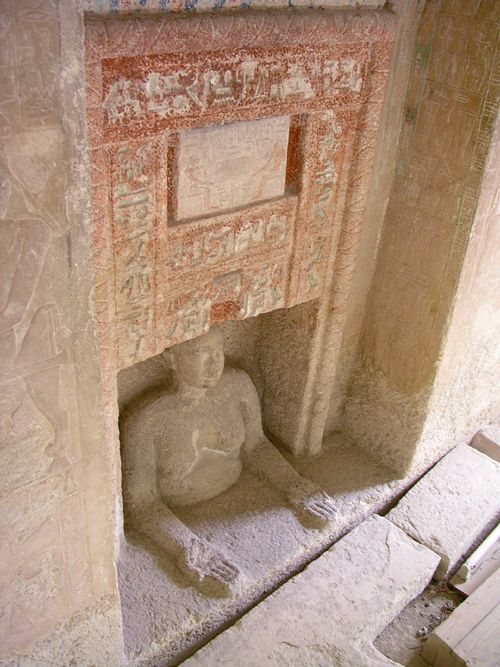
Мастаба Іду (східне захоронення)
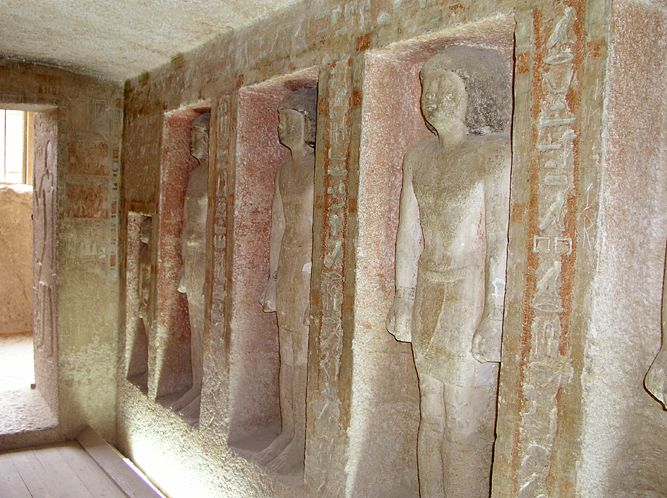
Статуя з мастаби Іду (східне захоронення)